# Bassin de la Villette

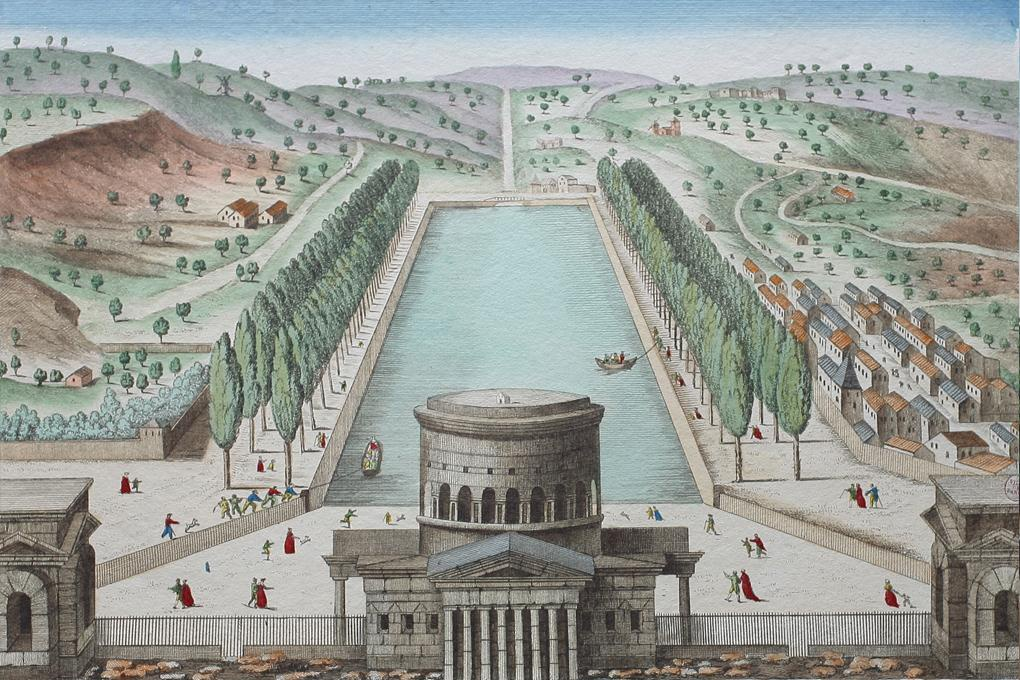
Bassin de la Villette w 1820

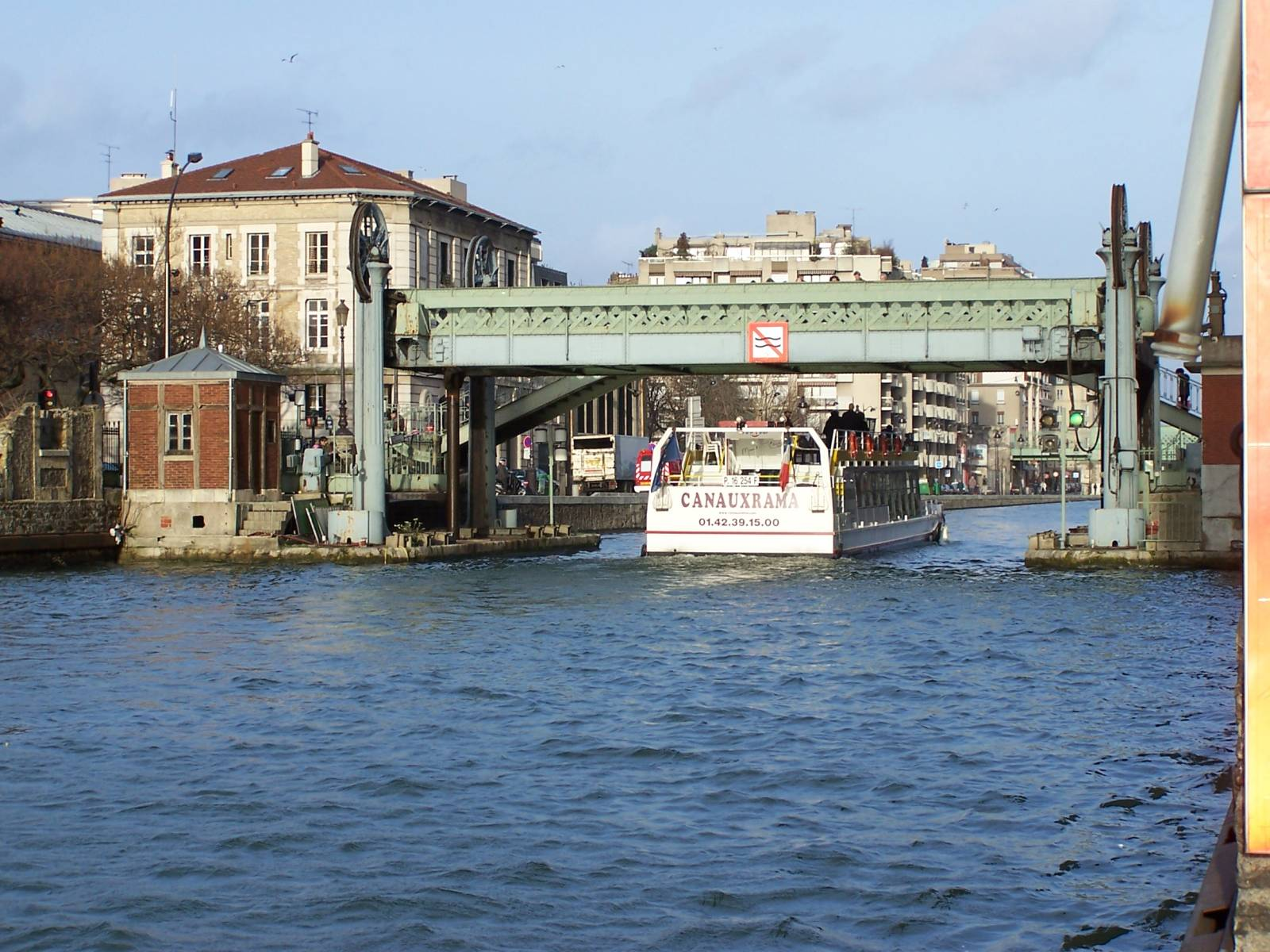
Most podnoszony na rue de Crimée

Bassin de la Villette – sztuczny zbiornik wodny znajdujący się w Paryżu, w jego 19. dzielnicy. 
Zbiornik ma podłużny kształt o ok. 800 m długości i 70 m szerokości. Jest największym sztucznym zbiornikiem wodnym w granicach Paryża. Utworzono go w 1808 roku jako pierwszy element systemu kanałów żeglownych wzdłuż Sekwany, a jednocześnie zbiornik retencyjny wody dla stolicy. Zaprojektowano go tak, aby południowo-zachodni koniec znalazł się obok komory celnej La Rotonde de la Villette. Na uroczystym otwarciu obecny był Napoleon I. Kanały, które łączy, tj. Kanał Saint Martin, Kanał Saint-Denis i Kanał de l'Ourcq zbudowano w latach 20. XIX w. Nad zbiornikiem i kanałami wybudowano infrastrukturę handlowo-magazynową, a także rzeźnie. Ze względu na okresowe niedobory wody w latach 60. XIX w. zbudowano przepompownie doprowadzające wodę z Marny do paryskich kanałów. Wtedy też część kanałów w stronę centrum miasta orurowano, tworząc na ich powierzchni bulwary. W 1885 nad zbiornikiem przeciągnięto stalowy most podnoszony w ciągu ulicy rue de Crimée. Z czasem rola handlowa paryskich kanałów osłabła, a infrastruktura magazynowa ulegała degradacji i była porzucana, co postępowało zwłaszcza w drugiej połowie XX w.
Pod koniec lat 70. rozpoczęto rewitalizację okolic na północny wschód od zbiornika, tworząc Parc de la Villette, gdzie dawną rzeźnię przekształcono w halę Grande halle de la Villette. W latach 80. XX w. nastąpiła rozbudowa infrastruktury turystycznej zbiornika  i jego okolic. W 2017 otworzono kąpielisko, jedyne w granicach Paryża wyznaczone zgodnie z dyrektywą kąpieliskową, o międzynarodowym kodzie FR10175056D075001. W latach 2017–2020 kilkakrotnie stwierdzono podwyższone miano coli, ale roczna ocena jakości wody była doskonała. Nie wystąpiły zakwity ani inne dyskwalifikujące zanieczyszczenia. Kąpielisko jest wydzielone ze zbiornika drewnianymi pomostami.

Bassin de la Villette